# Мечеть Аббаса Мірзи

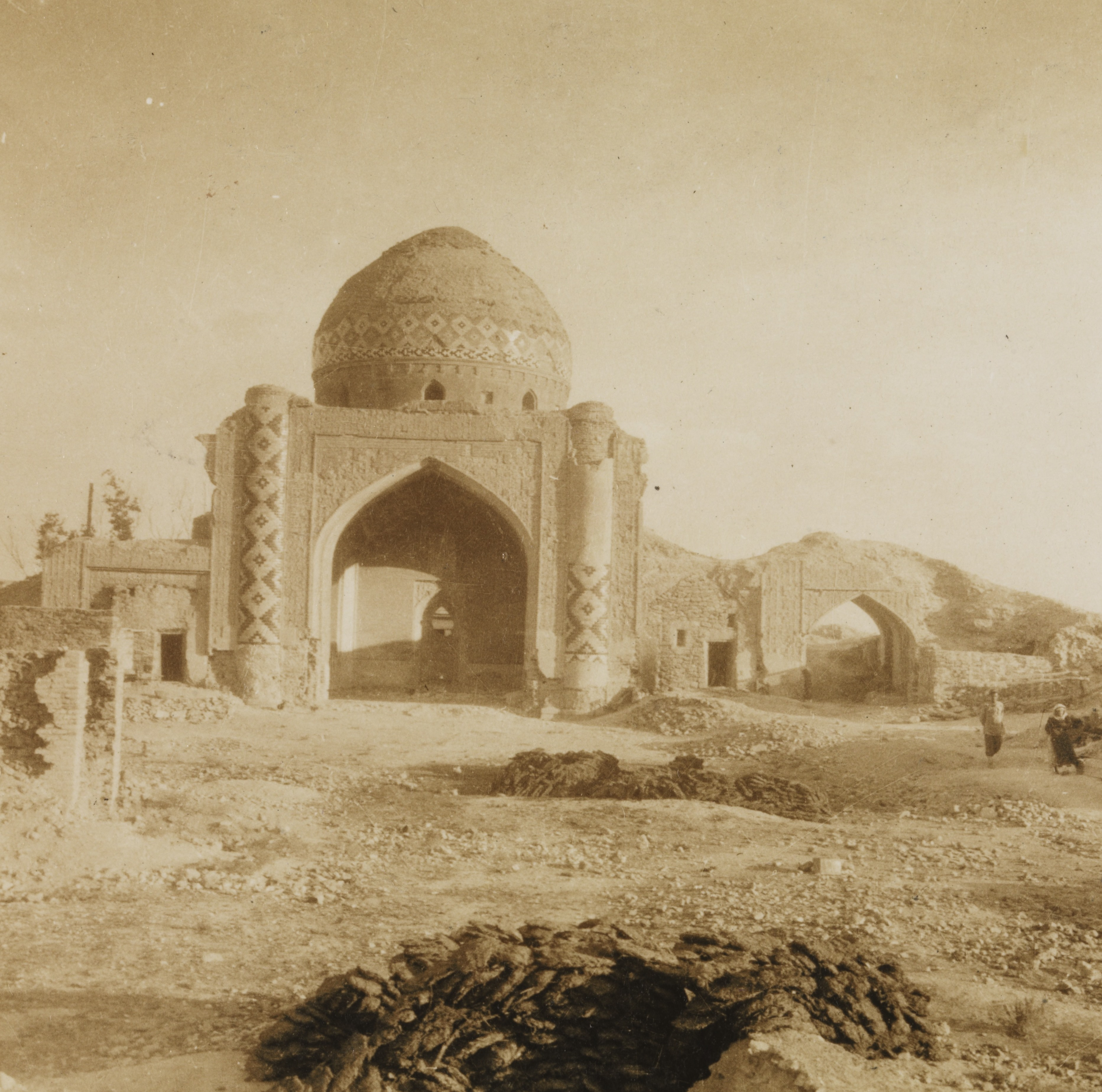
Залишки мечеті в 1925. Фото Фрітьйоф Нансен

Мечеть Аббаса Мірзи (вірм. Աբաս Միրզայի մզկիթ, перс. مسجد عباس میرزا, азерб. Abbas Mirzə məscidi) - колишня мечеть шиїтської течії ісламу в Єревані. Мечеть була побудована в дев'ятнадцятому столітті Аббасом Мірзою Кованли-Каджаром. Фасад мечеті був покритий зеленим і синім склом, що відображає перські архітектурні стилі. Після захоплення Єревана росіянами, мечеть була перетворена в казарму.У радянський час мечеть разом з іншими релігійними спорудами - вірменськими церквами, храмами і монастирями була занедбана, і до недавнього часу залишалася збереженою лише одна зі стін мечеті.